# 1683 au théâtre
| Années du théâtre : 1680 - 1681 - 1682 - 1683 - 1684 - 1685 - 1686    |
| Décennies du théâtre : 1650 - 1660 - 1670 - 1680 - 1690 - 1700 - 1710 |

## Événements
- 11 octobre : l'actrice Caterina Biancolelli débute à l'âge de dix-huit ans au Théâtre italien de Paris dans la comédie Arlequin Protée de Nolant de Fatouville, où figure une parodie de la tragédie Bérénice de Jean Racine[1].
- Fondation du Sadler's Wells Theatre à Londres.
- Jean Racine est élu à l'Académie des inscriptions et belles-lettres.

## Pièces de théâtre publiées
- John Dryden et Nathaniel Lee, The Duke of Guise (en) a tragedy, Londres, Thomas Hodgkin pour Richard Bentley et J. Tonson, VIII-76 p.
- Publication à Amsterdam par l'éditeur Henri Wetstein d'une édition de la pièce de Molière Dom Juan ou le Festin de Pierre, avec au titre la mention « Édition nouvelle et toute différente de celle qui a paru jusqu'à présent »[2].
- Thomas Corneille, Festin de Pierre, comédie mise en vers sur la prose de feu Mr de Molière, Paris, Pierre Ribou (Lire en ligne) : il s'agit de la version expurgée que Thomas Corneille a écrite en 1677, quatre ans après la mort de Molière, à la demande d'Armande Béjart et de la troupe, en édulcorant les passages les plus audacieux (comme la scène du pauvre) ; c'est la version qui sera jouée jusque vers le milieu des années 1840.

## Pièces de théâtre représentées
- 12 février : Virginie de Campistron, Paris, Comédie-Française.
- 5 mars : Le Mercure galant ou la Comédie sans titre d'Edme Boursault, Paris, Comédie-Française.
- 10 mars : Nitocris de La Thuillerie, Paris, Comédie-Française.
- 6 mai : Rendez-vous de Jean de La Fontaine, Paris, Comédie-Française
- 19 juin : La Cassette de Brécourt, Paris, Comédie-Française.
- 6 septembre : Divorce de Champmeslé, Paris, Comédie-Française.
- 11 octobre : Arlequin Protée de Fatouville, Paris, Comédie-Française.
- 17 décembre : Marie Stuart, reine d'Écosse d'Edme Boursault, Paris, Comédie-Française.

## Naissances
- 2 juin : Thomas-Simon Gueullette, écrivain, juriste et dramaturge français, mort le 23 décembre 1766.
- Date précise discutée :
  - 2 mars ou 2 mai : Giuseppe Carpani, jésuite et théologien italien, auteur de sept tragédies en latin représentées au Collegium Germanicum et Hungaricum à Rome, mort le 1er novembre 1762.

## Décès
- 19 mars : Thomas Killigrew, dramaturge anglais, né le 7 février 1612.
- 28 avril : Daniel Caspar von Lohenstein, juriste, poète et dramaturge allemand, né le 25 janvier 1635.
- 18 août : Charles Hart, comédien anglais, né en 1625.
- 20 octobre : Marie-Catherine de Villedieu, romancière et dramaturge française, née vers 1640.